# Cypridinae
Sous-famille
Les Cypridinae sont une sous-famille de crustacés de la classe des ostracodes, de la sous-classe des Podocopa, de l'ordre des Podocopida, du sous-ordre des Cypridocopina et de la famille des Cyprididae.

## Liste des genres
Alboa, Bennelongia, Chlamydotheca, Cypris, Globocypris, Neocypridella, Pseudocypris, Ramotha